# Douillon
Le douillon est une spécialité culinaire de Normandie, en France. Il s’agit d’une pâtisserie consistant à placer une poire ou une pomme – pelée ou non, mais évidée – sur une abaisse carrée de pâte brisée ou feuilletée, suffisamment grande pour l’enfermer. La cavité au centre du  fruit est remplie ou non de diverses farces telles que gelée de groseilles, sucre de canne et cannelle, pâte d’amandes, avant que l'on referme et soude les angles du carré de pâte. La pâte est dorée au jaune d’œuf puis les douillons cuits à four chaud.
Les douillons se dégustent généralement tièdes avec une sauce miel-calvados, au caramel, au chocolat, à la vanille, etc. La variante du douillon utilisant la pomme s’appelle le bourdelot ou la rabotte, en Picardie.

## Boulette de pommes

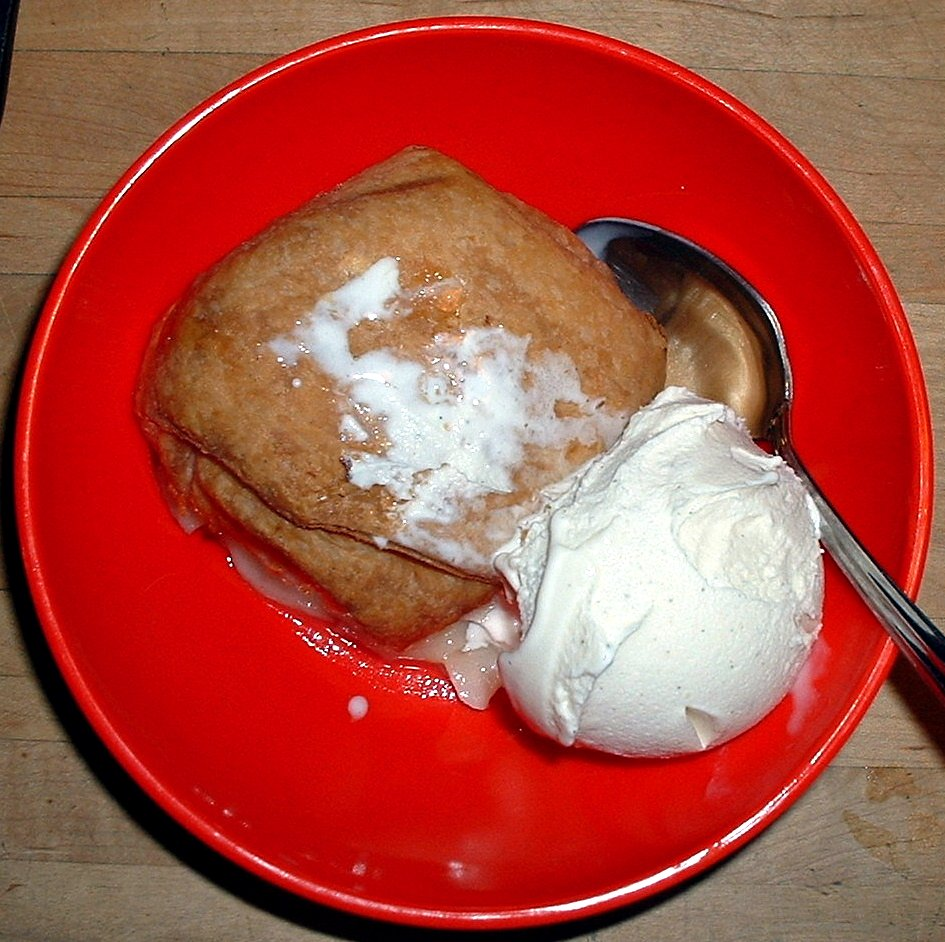
Boulette de pommes servie avec une boule de glace à la vanille.

En Amérique du Nord, il existe une variante appelée « boulette de pommes » ou apple dumpling. Elles sont généralement fabriquées en enroulant une croûte de pâte autour d'une pomme pelée, évidée et parfois coupée en quartiers, en farcissant parfois le creux du cœur avec du beurre, du sucre, parfois des fruits secs comme des raisins secs, des sultanines ou des groseilles, et des épices, en scellant la pâte et en versant une sauce épicée sur le dessus avant de la faire cuire ou, dans le cas des anciennes recettes, de la faire bouillir ,.
Les boulettes de pommes bouillies sont parmi les plus anciennes confitures aux fruits : elles étaient consommées « par toutes les classes sociales ». En 1726, Nicholas Amhurst reniait les boulettes de pommes à Oxford, affirmant que « rien ne peut être attendu d'une petite bière aux tripes pourries et de lourdes boulettes de pommes, si ce n'est la stupidité, la somnolence et l'indolence. » En 1749-1750, lorsque le botaniste Pehr Kalm a voyagé du New Jersey au Québec, il a rapporté avoir mangé des quenelles de pommes à chaque repas. En 1754, l'agronome anglais William Ellis expliqua qu'elles étaient l'un des aliments les plus courants chez les fermiers, avec le bacon et le porc mariné.
Une gravure intitulée Lesson in apple dumplings ou Learning to make apple dumplings, attribuée selon les cas aux caricaturistes britanniques James Gillray en 1792 ou Richard Newton en 1797, montre une femme en train de préparer des boulettes de pommes, sous le regard d'un homme, probablement le roi George III. L'encyclopédie Oeconomische Encyclopädie oder Allgemeines System der Land-, Haus- und Staats-Wirthschaft de 1801 contient des instructions pour préparer des Apfelklöße, « petites boulettes de pommes ». En 1810, le caricaturiste anglais Thomas Rowlandson a créé une gravure en couleur intitulée Puff Paste, qui montre un valet de pied et un cuisinier se faisant des câlins pendant que le cuisinier prépare des boulettes de pommes. En 1838, le médecin américain William Alcott, dans son livre de conseils pour les jeunes épouses The Young House-keeper : Or, Thoughts on Food and Cookery, il affirme que « les boulettes de pommes ne sont pas très mauvaises, sauf pour la croûte », tant qu'aucune épice n'est ajoutée, mais il poursuit en disant : « Mais pourquoi devrions-nous avoir des quenelles de pommes ? Peu de gens la prépareraient, ou la mangeraient après qu'elle a été préparée, si ce n'était pour la croûte, et surtout, pour le beurre, la sauce ou le sucre qui y sont ajoutés ; mais tous ces éléments sont inacceptables. » L'auteure de livres de cuisine américaine Eliza Leslie inclut une recette de boulettes de pommes cuites au four dans l'édition 1851 de son livre de cuisine, dans une section intitulée New Receipts : En 1870, un dîner de boulettes de pommes a été donné par l'église Bethel A.M.E. à San Francisco. En 1879, Mark Twain inclut les boulettes de pommes cuites au four dans une liste d'aliments américains « inégalés par la cuisine des hôtels européens ». En 1946, George Orwell a été chargé d'écrire un essai sur la cuisine britannique pour un public étranger, qui a ensuite été rejeté par le British Council « dans un contexte d'anxiété liée à l'austérité de l'après-guerre », et a cité les quenelles de pommes bouillies comme un exemple des « plus grandes gloires de la cuisine britannique » .